# Morgaro Gomis
Pour les articles homonymes, voir Gomis.
Morgaro « Jimmy » Gomis est un footballeur franco-sénégalais, né le 14 juillet 1985 à Paris en France. Il évolue  comme milieu relayeur.

## Biographie
Le 16 juin 2011, Gomis signe à Birmingham City.

## Palmarès

### Avec Dundee United
- Coupe d'Écosse
  - Vainqueur (1) : 2010
- Coupe de la Ligue
  - Finaliste : 2008

### Avec Hearts FC
- Vainqueur du Championnat d'Écosse D2 en 2015
- Membre de l'équipe-type de Scottish Championship en 2015